# Ruy López de Villalobos
Pour les articles homonymes, voir Ruy López (homonymie), López et Villalobos.
Ruy López de Villalobos (Malaga, 1500–Île d'Amboine, 4 avril 1546) est un explorateur espagnol, qui baptisa de leur nom les Philippines.

## Biographie
Il fut envoyé en 1542 par le vice-roi du Mexique, Antonio de Mendoza, pour reconnaître les villes situées à l'ouest de l'Amérique. Parti avec six galions et 400 hommes d'équipage de Barra de Navidad (dans l'État du Jalisco au Mexique), il découvrit des îles qu'il nomma Coralles et Jardines (dans les îles Marshall). Le 25 décembre 1542, il y découvre l'atoll de Wotje, qu'il baptise Los Corales en raison de ses nombreux coraux. Il débarque le lendemain sur l'île qu'il nomme San Esteban, nom de l’expédition.
Il toucha Mindanao, qu'il nomma Caesarea Caroli en l'honneur de Charles Quint, et où il se heurta à une patrouille portugaise qui estimait qu'il avait franchi la ligne établie par le traité de Tordesillas. Sur son chemin du retour, il passa par Samar et Leyte qu'il nomma les Philippines en l'honneur de l'infant et futur Philippe II d'Espagne. Il y fit naufrage, mais la faim et la résistance des habitants le forcèrent à se réfugier aux Moluques où les Portugais l'emprisonnèrent.
Il mourut dans sa cellule sur l'île d'Amboine, mais 117 de ses hommes lui survécurent et furent renvoyés à Lisbonne par les Portugais.